# Ланде, Йосеф
Йосеф Ланде (идиш יוסף לאַנדע‎ — Йойсеф Ланде, порт. Josif Landa; 11 января 1912, Дондюшаны, Сорокский уезд, Бессарабская губерния, Российская империя — 2000, Сан-Паулу, Бразилия) — бразильский еврейский поэт, прозаик, критик и журналист; писал на идише.

## Биография
Родился в 1912 году в Дондюшанах. Детские годы провёл с родителями в Бричанах и Единцах. Учился в Черновицах и Бухаресте.
В 1936 году эмигрировал в Бразилию, жил в Сан-Паулу, затем в Рио-де-Жанейро. Преподавал в школе. С 1930-х годов публиковал стихи и рассказы на идише в различных периодических изданиях страны и за рубежом — «Унзер штимэ», «Вэлт-шпигл» и «Функен» в Рио-де-Жанейро; «Хайнт» и «ИКУФ-блетер» в Буэнос-Айресе; «Идише култур» и «Фрайхайт» в Нью-Йорке; «Идише шрифтн» и «Фолксштимэ» в Варшаве; «ИКУФ-блетер: гезелтшафт-литераришер журнал» в Бухаресте и других.
Сборник стихов и прозы «Лихтике кайорн: лидер ун дерцейлунген» (светлые рассветы) вышел в 1959 году в Рио-де-Жанейро. Занимался литературной и театральной критикой, автор повести «Маратибрас». Ряд стихотворений описывают марши смерти и другие трагические события в Транснистрии, где в 1942 году погибла мать поэта.

## Публикации
- ליכטיקע קאַיִאָרן: לידער און דעצײלונגען (Лихтике кайорн: лидер ун дерцейлунген — светлые рассветы:стихи и рассказы). Рио-де-Жанейро: Monta Scopus, 1959. — 159 с.